# Lycianthes moziniana
Lycianthes moziniana là loài thực vật có hoa trong họ Cà. Loài này được (Dunal) Bitter mô tả khoa học đầu tiên năm 1919.